# Lista de consortes reais de Luxemburgo
Consorte real é o cônjuge do monarca reinante. Consortes dos monarcas de Luxemburgo não tem nenhum status constitucional ou poder, porém muitas tiveram grande influência sobre seus parceiros.

## Consortes de Luxemburgo

### Casa de Orange-Nassau(1815-1890)
| Nome                                                                   | Retrato | Nascimento                                                                                             | Monarca                                       | Morte                         |
| ---------------------------------------------------------------------- | ------- | --- | --------------------------------------------- | ----------------------------- |
| Guilhermina da Prússia 16 de março de 1815 – 12 de outubro de 1837     |         | 18 de novembro de 1774 filha de Frederico Guilherme II da Prússia e Frederica Luísa de Hesse-Darmstadt | Guilherme I 1 de outubro de 1791 4 filhos     | 12 de outubro de 1837 62 anos |
| Ana Pavlovna da Rússia 7 de outubro de 1840 – 7 de março de 1849       |         | 18 de janeiro de 1795 filha de Paulo I da Rússia e Sofia Doroteia de Württemberg                       | Guilherme II 21 de fevereiro de 1816 5 filhos | 1 de março de 1865 70 anos    |
| Sofia de Württemberg 7 de março de 1849 – 3 de junho de 1877           |         | 17 de junho de 1818 filha de Guilherme I de Württemberg e Catarina Pavlovna da Rússia                  | Guilherme III 18 de junho de 1839 4 filhos    | 3 de junho de 1877 58 anos    |
| Ema de Waldeck e Pyrmont 7 de janeiro de 1879 – 23 de novembro de 1890 |         | 2 de agosto de 1858 filha de Jorge Vítor, Príncipe de Waldeck e Pyrmont e Helena de Nassau             | Guilherme III 7 de janeiro de 1879 1 filha    | 20 de março de 1934 75 anos   |

### Casa de Nassau-Weilburg(desde 1890)
| Nome                                                                            | Retrato | Nascimento                                                                                       | Monarca                                                 | Morte                          |
| ------------------------------------------------------------------------------- | ------- | ------------------------------------------------------------------------------------------------ | ------------------------------------------------------- | ------------------------------ |
| Adelaide Maria de Anhalt-Dessau 23 de novembro de 1890 – 17 de novembro de 1905 |         | 25 de dezembro de 1833 filha de Frederico Augusto de Anhalt-Dessau e Maria Luísa de Hesse-Cassel | Adolfo de Luxemburgo 31 de janeiro de 1844 5 filhos     | 24 de novembro de 1916 82 anos |
| Maria Ana de Bragança 17 de novembro de 1905 – 25 de fevereiro de 1912          |         | 13 de julho de 1861 filha de Miguel I de Portugal e Adelaide de Löwenstein-Wertheim-Rosenberg    | Guilherme IV de Luxemburgo 21 de junho de 1893 6 filhas | 31 de julho de 1942 81 anos    |
| Félix de Bourbon-Parma 6 de novembro de 1919 – 12 de novembro de 1964           |         | 6 de novembro de 1919 filha de Roberto I de Parma e Maria Antónia de Bragança                    | Carlota de Luxemburgo 21 de junho de 1893 6 filhos      | 8 de abril de 1970 76 anos     |
| Josefina Carlota da Bélgica 12 de novembro de 1964 – 7 de outubro de 2004       |         | 11 de outubro de 1927 filha de Leopoldo III da Bélgica e Astrid da Suécia                        | 9 de abril de 1953 5 filhos                             | 8 de abril de 1970 77 anos     |
| Maria Teresa Mestre y Batista 12 de novembro de 1964 – 7 de outubro de 2004     |         | 22 de março de 1956 filha de José Antonio Mestre y Álvarez e María Teresa Batista y Falla        | 14 de fevereiro de 1981 5 filhos                        |                                |